# Telewizja Toruń
TV Toruń, dawniej TV MSM – telewizja założona i prowadzona przez Młodzieżową Spółdzielnię Mieszkaniową w Toruniu od 11 listopada 1992 roku.
Siedziba telewizji znajduje się przy ul. Bartosza Głowackiego 2.

## Charakterystyka
Program lokalny TV Toruń dociera do 75% mieszkańców miasta. Jej program wypełniają zarówno produkcje własne oraz zakupione. Nadaje przez cały tydzień 16 godzin na dobę (w godz. 10-14 i 16:30-4:30).

## Historia
Pierwszy przekaz audycji na żywo ze studia przy ul. B. Głowackiego 2 miał miejsce w dniu 11 listopada 1997 roku. W tym dniu telewizja (wówczas jeszcze TV MSM) obchodziła swój piąty jubileusz. W dniu 5 marca 2009 roku telewizja przeprowadziła pierwszą relację na żywo z obrad toruńskiej Rady Miasta. Relacje na żywo przeprowadzane są także z gmachu Dworu Artusa, pierwsza relacja została wyemitowana dnia 23 czerwca 2010 roku. Była to gala wręczania corocznych Nagród Prezydenta Miasta Torunia z okazji święta miasta oraz z Rynku Staromiejskiego (pierwsza relacja 24 czerwca 2010 roku gala odsłonięcia kolejnych katarzynek w Alei Gwiazd).
Dawniej w czasie przerw w nadawaniu retransmitowano program stacji E! Entertainment (do czasu zniknięcia tej stacji z Polski w 2002 roku), później Le Cinema przekształconemu następnie w Europa Europa. Od 1 sierpnia 2004 roku do 29 czerwca 2008 roku retransmitowany był program zlikwidowanej stacji TMT.